# فهرست وابسته‌های دیپلماتیک اکوادور

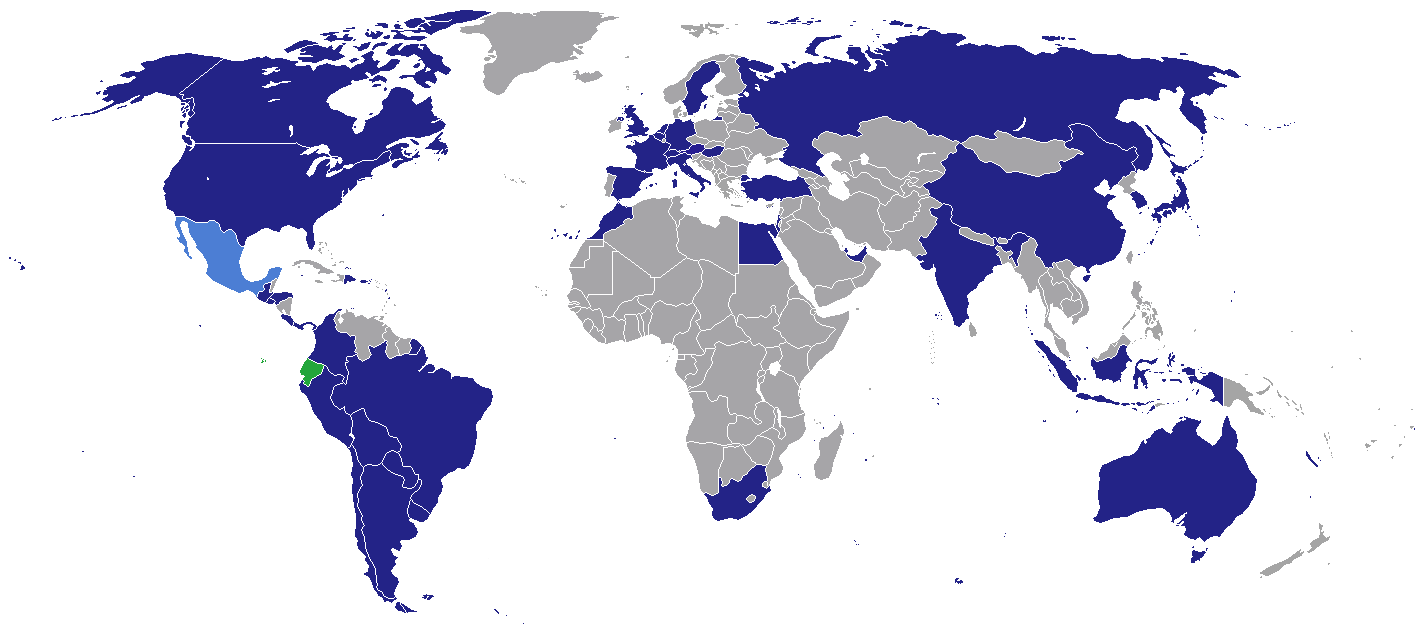
ماموریت‌های دیپلماتیک اکوادور

این صفحه فهرستی از ماموریت‌های دیپلماتیک کشور اکوادور در جهان است.

## آفریقا
- الجزایر
  - الجزیره (سفارت)
- آنگولا
  - لوآندا (سفارت)
- مصر
  - قاهره (سفارت)
- اتیوپی
  - آدیس آبابا (سفارت)
- نیجریه
  - آبوجا (سفارت)
- آفریقای جنوبی
  - پرتوریا (سفارت)

## آمریکا

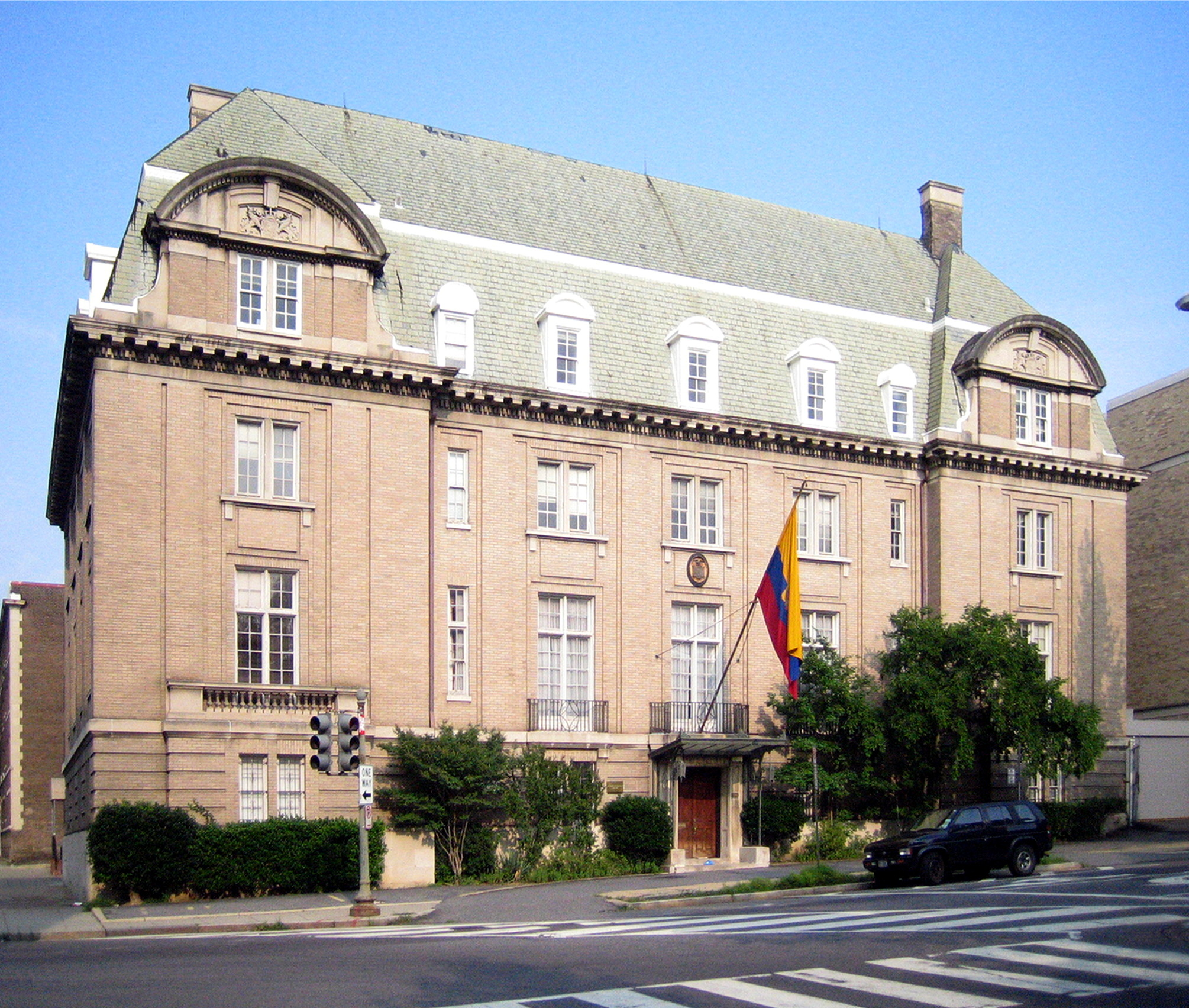
سفارت اکوادور در واشینگتن، دی سی

- آرژانتین
  - بوئنوس آیرس (سفارت)
- بولیوی
  - لاپاز (سفارت)
- برزیل
  - برازیلیا (سفارت)
- کانادا
  - اتاوا (سفارت)
  - مونترآل (سرکنسولگری)
  - تورنتو (سرکنسولگری)
- شیلی
  - سانتیاگو (سفارت)
- کلمبیا
  - بوگوتا (سفارت)
  - ایپیالس (کنسولگری)
- کاستاریکا
  - سان خوزه (سفارت)
- کوبا
  - هاوانا (سفارت)
- جمهوری دومینیکن
  - سانتو دومینگو (سفارت)
- السالوادور
  - سان سالوادور (سفارت)
- گواتمالا
  - گواتمالا سیتی (سفارت)
- هندوراس
  - تگوسیگالپا (سفارت)
- مکزیک
  - مکزیکوسیتی (سفارت)
  - مونتری (کنسولگری)
  - تاپاچولا (کنسولگری)
- نیکاراگوئه
  - ماناگوئه (سفارت)
- پاناما
  - پاناماسیتی (سفارت)
- پاراگوئه
  - آسونسیون (سفارت)
- پرو
  - لیما (سفارت)
  - تومبس (کنسولگری)
- ایالات متحده آمریکا
  - واشینگتن دی سی (سفارت)
  - آتلانتا (سرکنسولگری)
  - شیکاگو (سرکنسولگری)
  - هیوستون (سرکنسولگری)
  - لس آنجلس (سرکنسولگری)
  - میامی (سرکنسولگری)
  - مینیاپولیس (سرکنسولگری)
  - نیوهیون (سرکنسولگری)
  - نیویورک (سرکنسولگری)
  - نیوآرک (سرکنسولگری)
  - فینیکس، آریزونا (سرکنسولگری)
  - وودساید (سرکنسولگری)
- اروگوئه
  - مونته ویدئو (سفارت)
- ونزوئلا
  - کاراکاس (سفارت)

## آسیا
- چین
  - پکن (سفارت)
  - گوانگژو (سرکنسولگری)
  - شانگهای (سرکنسولگری)
- هند
  - دهلی نو (سفارت)
  - بمبئی (سرکنسولگری)
- اندونزی
  - جاکارتا (سفارت)
- ایران
  - تهران (سفارت)
- اسرائیل
  - تل آویو (سفارت)
- ژاپن
  - توکیو (سفارت)
- کره جنوبی
  - سئول (سفارت)
- مالزی
  - کوالالامپور (سفارت)
- قطر
  - دوحه (سفارت)
- ترکیه
  - آنکارا (سفارت)

## اروپا

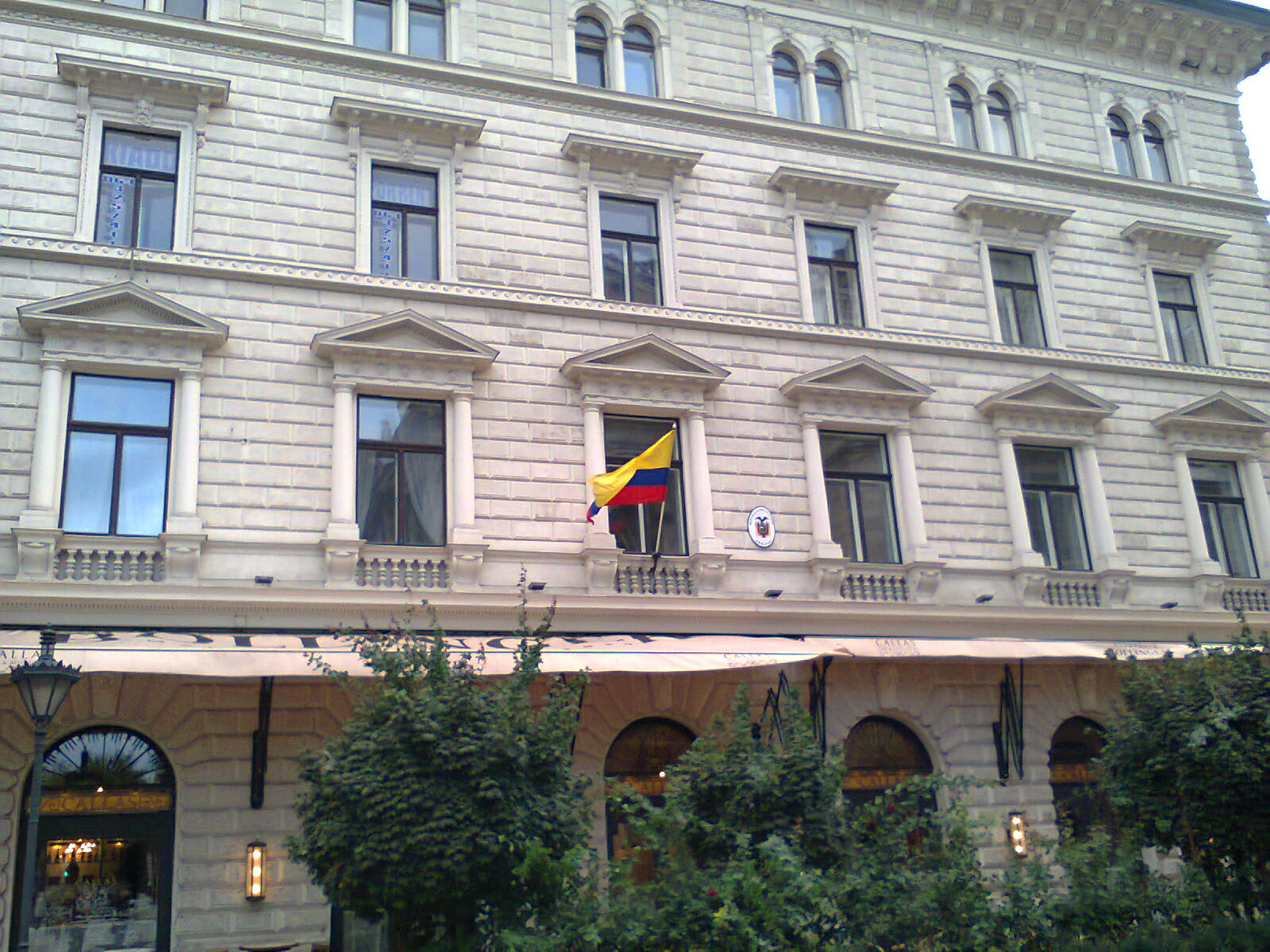
سفارت اکوادور در بوداپست

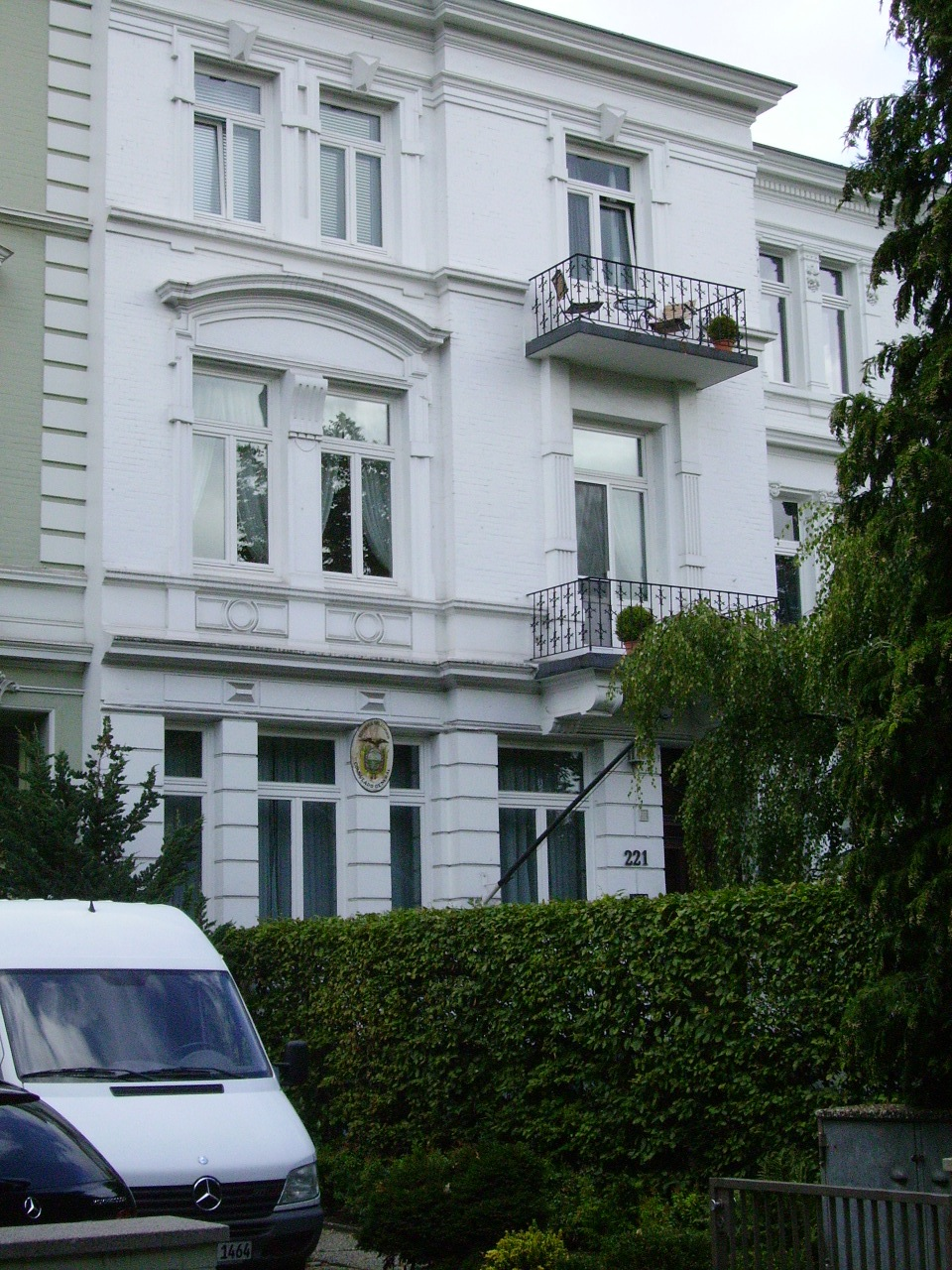
سرکنسولگری اکوادور در هامبورگ

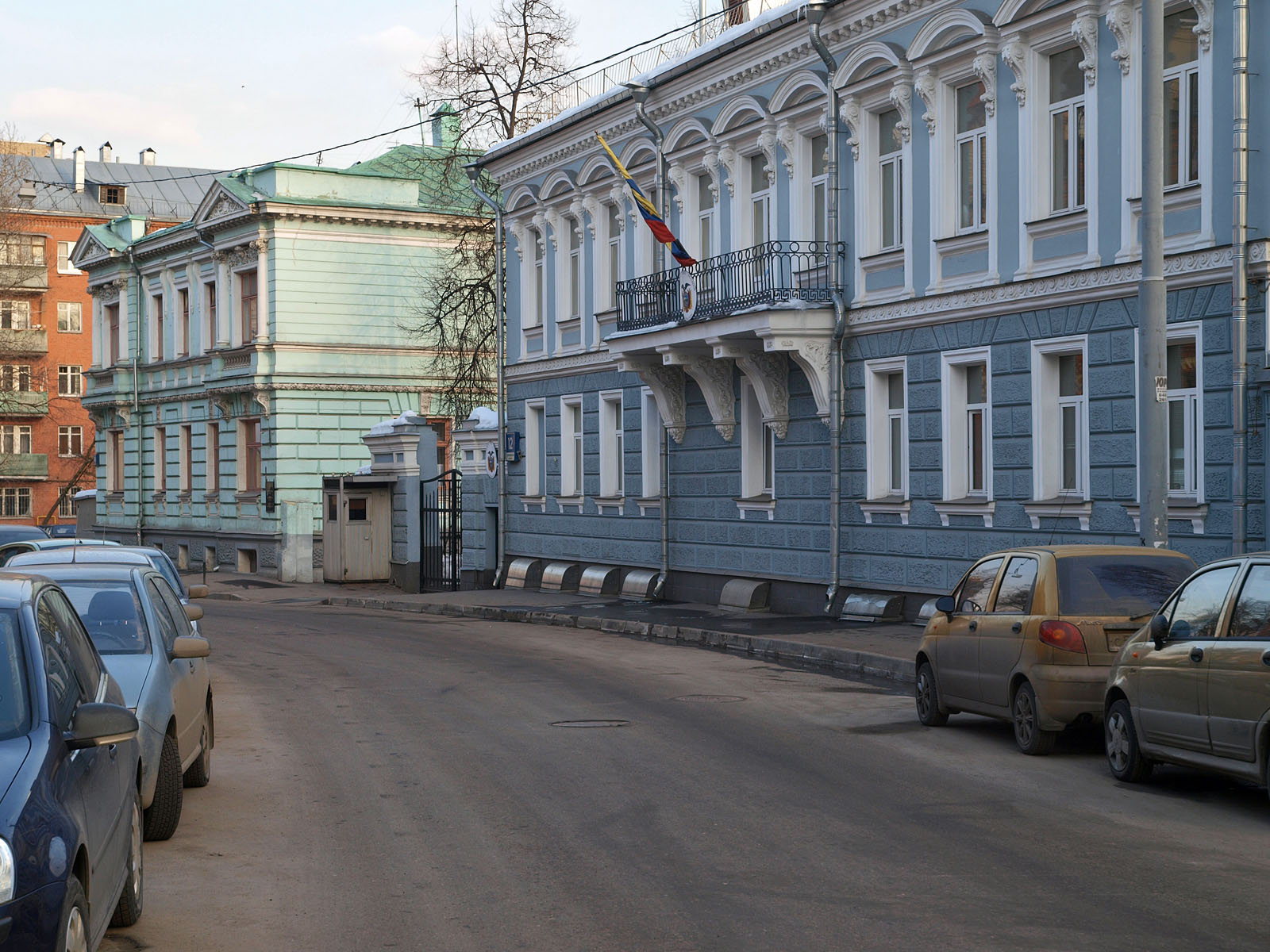
سفارت اکوادور در مسکو

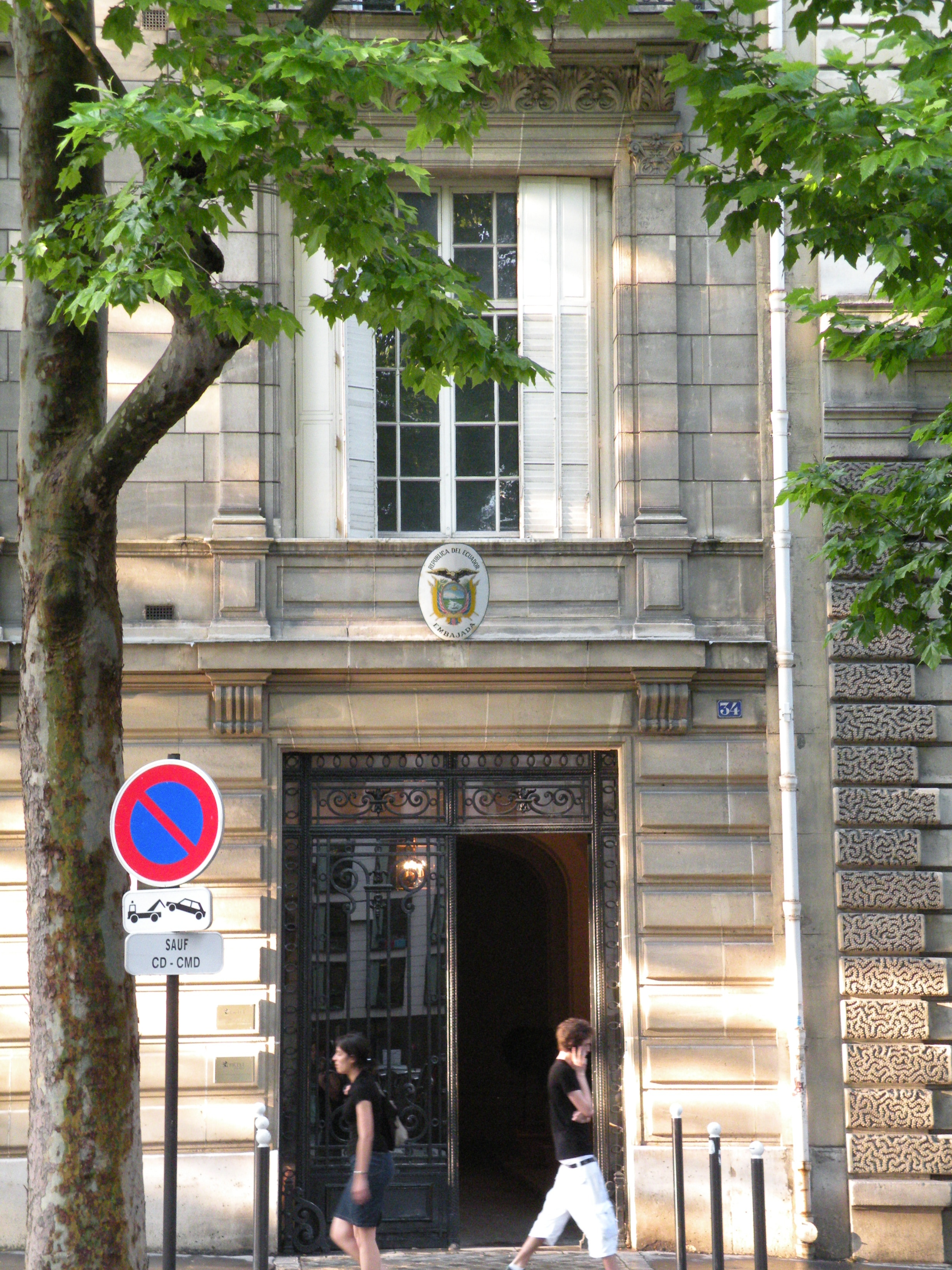
سفارت اکوادور در پاریس

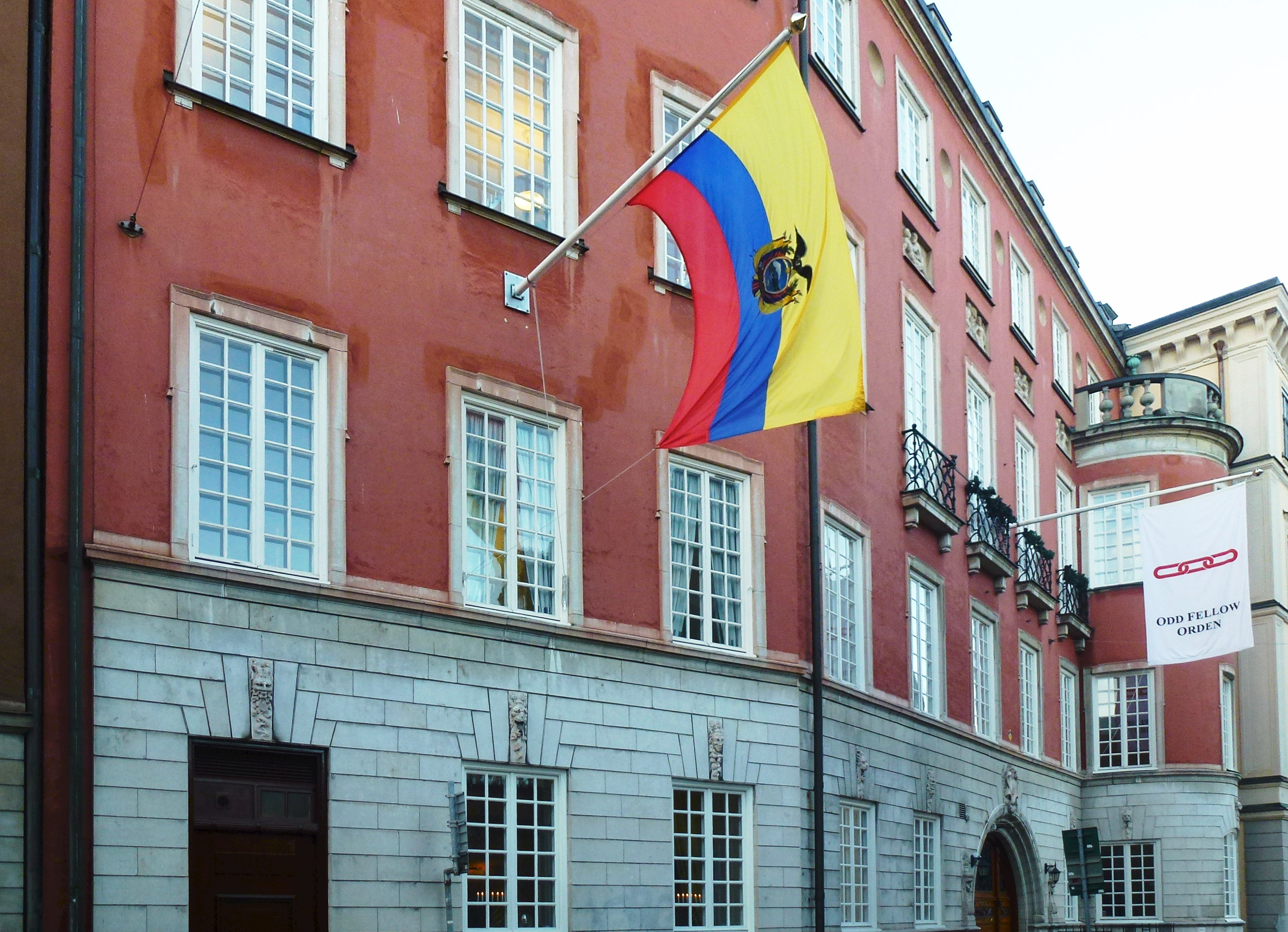
سفارت اکوادور در استکهلم

- بلاروس
  - مینسک (سفارت)
- بلژیک
  - بروکسل (سرکنسولگری)
- فرانسه
  - پاریس (سفارت)
- آلمان
  - برلین (سفارت)
  - هامبورگ (سرکنسولگری)
- سریر مقدس
  - واتیکان (سفارت)
- مجارستان
  - بوداپست (سفارت)
- ایتالیا
  - رم (سفارت)
  - جنوا (سرکنسولگری)
  - میلان (سرکنسولگری)
- روسیه
  - مسکو (سفارت)
- اسپانیا
  - مادرید (سفارت)
  - آلیکانته (سرکنسولگری)
  - بارسلون (سرکنسولگری)
  - مالاگا (سرکنسولگری)
  - مورسیا (سرکنسولگری)
  - پالما ده مایورکا (سرکنسولگری)
  - والنسیا (سرکنسولگری)
- سوئد
  - استکهلم (سفارت)
- سوئیس
  - برن (سفارت)
- بریتانیا
  - لندن (سفارت)

## اقیانوسیه
- استرالیا
  - کانبرا (سفارت)

## سازمان‌های چندجانبه
- بروکسل (مأموریت به اتحادیه اروپا)
- ژنو (مأموریت دائمی به سازمان ملل متحد و دیگر سازمان‌های بین‌المللی)
- مونته ویدئو (مأموریت دائم به آلادی و مرکوسور)
- نیویورک (مأموریت دائمی به سازمان ملل متحد)
- پاریس (مأموریت دائمی به یونسکو)
- رم (مأموریت دائمی به فائو)
- واشینگتن دی سی (مأموریت دائمی به سازمان کشورهای آمریکایی)